# El Caballito (estatua)
La estatua ecuestre de Carlos IV (conocida popularmente como El Caballito) es una estatua de aleación de cobre creada en honor al rey Carlos IV de España. Fue diseñada por el escultor y arquitecto Manuel Tolsá y se encuentra en la plaza que lleva el nombre de su autor en el centro histórico de la Ciudad de México.

## Creación
La iniciativa del proyecto perteneció a Miguel de la Grúa Talamanca, Marqués de Branciforte, quien era Virrey de la Nueva España. Una vez que se obtuvo el permiso para el monumento, se nombraron responsables de la obra y se puso en marcha su construcción. Para tal fin, se limpió la Plaza Mayor (hoy el Zócalo) y se colocó una balaustrada elíptica con cuatro rejas de acceso.
El pedestal para la estatua fue inaugurado con grandes festejos populares y corridas de toros el 8 de diciembre de 1796. Sobre éste fue colocado una estatua provisional de madera y estuco dorado, que también representaba al monarca español.
El caballo y el jinete fueron obtenidos en una sola colada en una operación dirigida por el mismo Manuel Tolsá y Salvador de la Vega, responsable de algunas de las mayores campanas de la Catedral de la Ciudad de México. Elementos como la peana, la espada y algunos elementos ornamentales fueron integrados posteriormente mediante ensambles y uniones mecánicas. Las fuentes mencionan que se requirieron 450 quintales (un quintal castellano equivalía a 46 kg) de aleación y esto se llevó a cabo en el Colegio de San Gregorio, espacio que hoy ocupa la Universidad Obrera. Para la montura, el escultor usó como modelo un equino perteneciente al marqués de Jaral del Berrio llamado Tambor. Las operaciones de acabado que incluyeron la remoción de los tubos de colada, numerosas correcciones, el alisado, un magnífico trabajo de cincelado y la aplicación de una capa pictórica verde, fueron hechos durante 14 meses, la investigación da cuenta de que en estas labores participaron hábiles artesanos como los aprendices de Tolsá. La escultura fue desplazada del Colegio de San Gregorio hacia la Plaza Mayor sobre un carro con ruedas de bronce que pasaban sobre placas de madera. El barón Alexander von Humboldt, que estuvo presente en la develación, escribió al respecto:

Estuve presente en el transporte de esta masa enorme, desde el lugar de su fundición hasta la Plaza Mayor, atravesó una distancia de aproximadamente mil seiscientos metros en cinco días. Los medios mecánicos que empleó el señor Tolsá para subirla sobre el pedestal, de bello mármol mexicano, son muy ingeniosos, y merecería una descripción detallada.
(Humboldt, 1974: 25-26)

Luego de ser pulido y cincelado fue llevado a su lugar designado y se inauguró el 9 de diciembre de 1803. Las celebraciones y corridas se repitieron con gran júbilo. En opinión de Humboldt, y para este género, la estatua hecha por Tolsá es solamente inferior a la ecuestre de Marco Aurelio en Roma.
La estatua pesa alrededor de 13 toneladas y es la segunda estatua de aleación de cobre obtenida en una sola operación más grande del mundo, que se conserve (las hubo mayores pero fueron destruidas).

## Ubicación

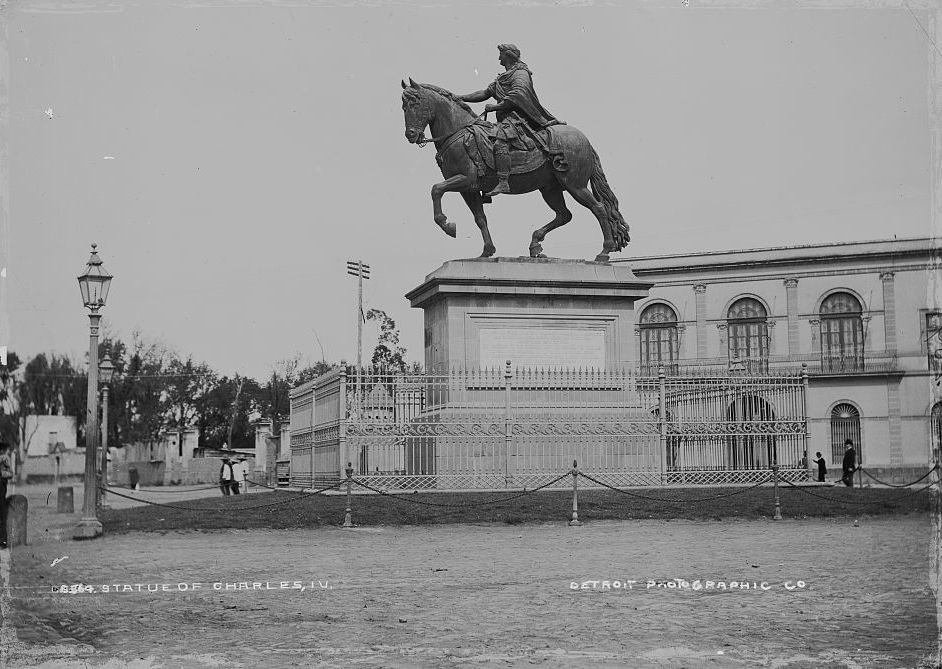
El monumento ecuestre, en Paseo de la Reforma y Avenida Bucareli a finales del.

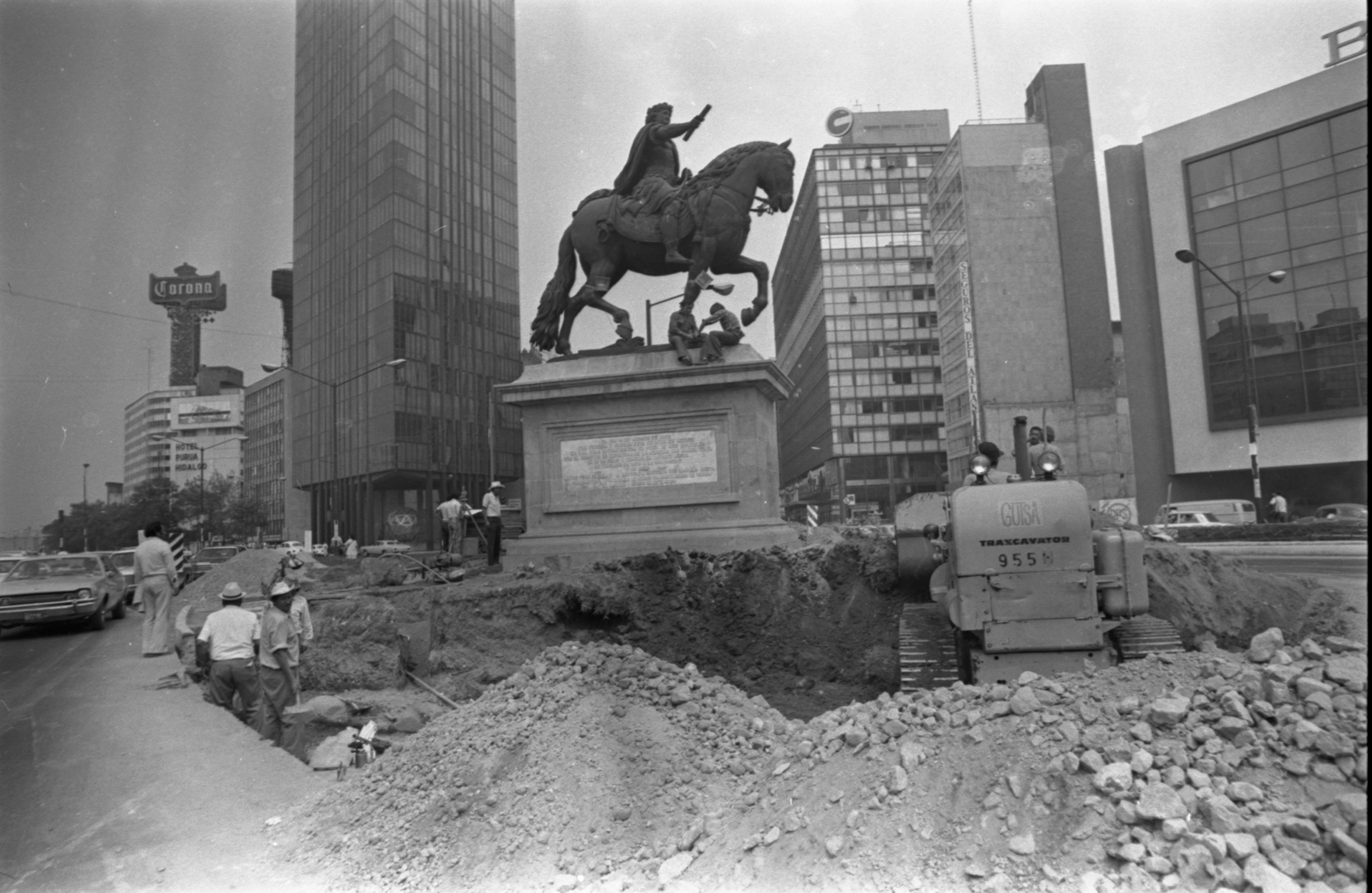
Obras para el traslado del monumento, 1979.

En 1821, con motivo del sentimiento antiespañol manifiesto por la Independencia de México, y del deseo de poner otro monumento en su lugar, la estatua fue cubierta con una carpa de color azul. Pronto surgió el deseo de destruir el monumento (para fundir cañones o monedas con el metal). Fue un agravante el hecho de que, bajo uno de los cascos del corcel, se encontrara un carcaj, en señal quizá de vasallaje.
Fue Lucas Alamán, quien convenció a Guadalupe Victoria de conservarla en virtud de sus cualidades estéticas. Como resultado fue reubicada en 1822 en el patio de la antigua universidad, para evitar que el pueblo la destruyera. No se permitió de nuevo su acceso al público hasta 1824, pero en esta ubicación más segura. En 1852, una vez pasados los años y calmados los ánimos, se trasladó al cruce del Paseo de la Reforma y Paseo de Bucareli, aunque protegida de las manifestaciones populares por una reja.
En los años 1940 y 1950 se construyeron edificios como el Edificio Corcuera en 1945 y Edificio Lotería Nacional en 1946 y, tras el terremoto del 28 de julio de 1957, el edificio Corcuera se desplomó y se destruyó.
En las décadas de 1960 y 1970 se amplió el Paseo de la Reforma y, en 1973, se culminó la Torre Prisma. Estos cambios motivaron que en 1979 "El Caballito" volviera a cabalgar y fuera colocado en su actual lugar, la Plaza Manuel Tolsá del Museo Nacional de Arte, frente al Palacio de Minería, un entorno más acorde a su estética. Actualmente, como vestigio de tal polémica, en el pedestal de la estatua se puede leer la siguiente inscripción: «México la conserva como un monumento al arte». Un pequeño modelo ligeramente distinto se puede ver en el Museo Manuel Tolsá, en el Palacio de Minería, obra también de ese escultor.
El lugar que ocupó por mucho tiempo, en la esquina de las avenidas Paseo de la Reforma y Bucareli, ahora está ocupado por una estatua llamada Cabeza de caballo, del escultor Enrique Carbajal, erigida en honor al antiguo monumento, y dando nombre a la Torre Caballito detrás de ella.

## Restauraciones

### 2013

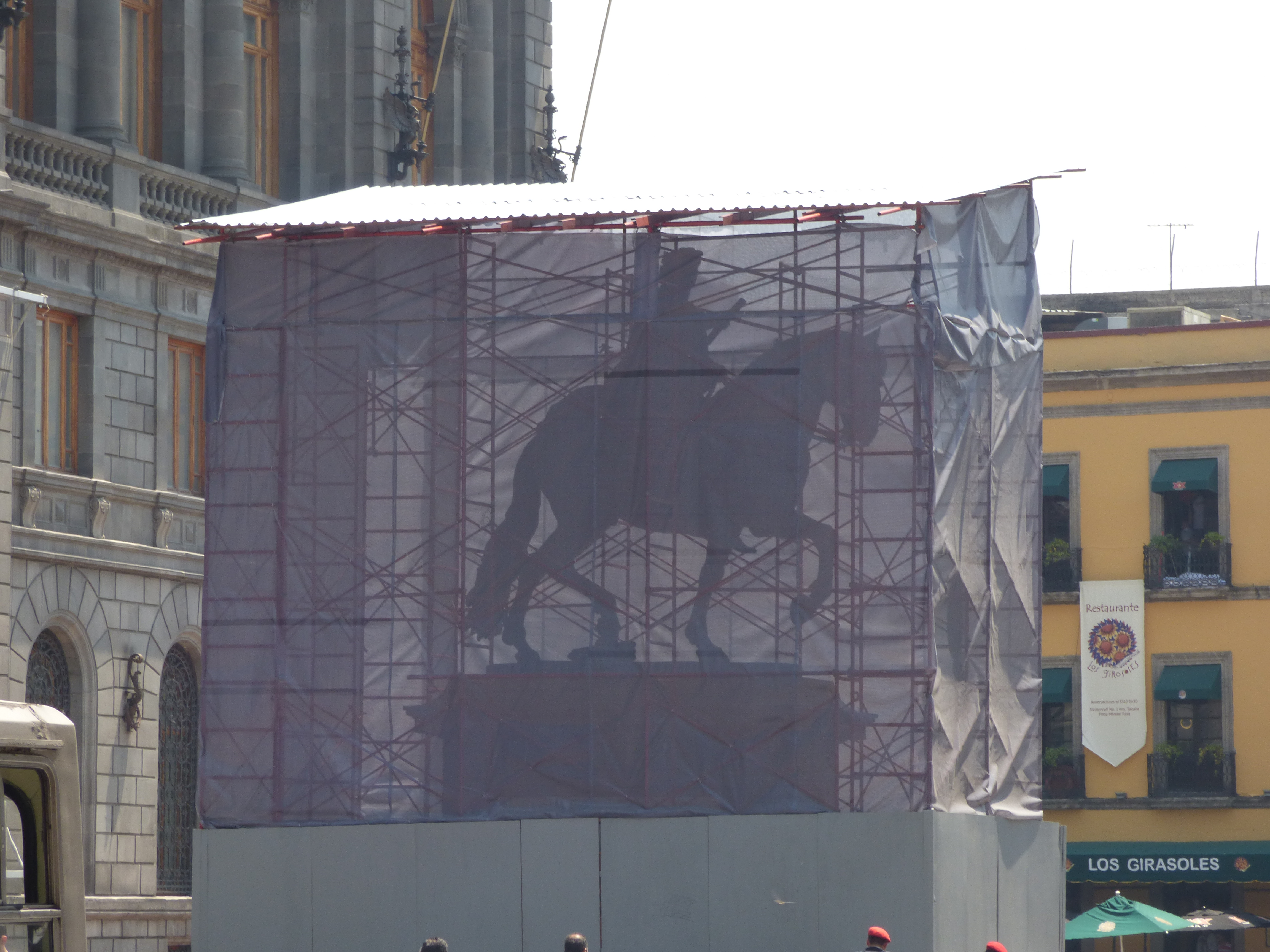
Restauración de la estatua de Manuel Tolsá.

En mayo de 2013 el Gobierno del Distrito Federal (GDF) autorizó la intervención de la escultura y del pedestal, que de acuerdo con un somero documento, presentaban además de suciedad, algunas fisuras que ponían en riesgo la integridad del monumento. El proyecto se le comisionó a la Autoridad del Centro Histórico, instancia pública del GDF, quien contrató a la empresa Marina Restauración de Monumentos, perteneciente a Arturo Javier Marina Othón, para la ejecución del proyecto. Sin embargo, la empresa contratada para realizar la restauración intervino el monumento sin la autorización del Instituto Nacional de Antropología e Historia (INAH), aplicando un método en desuso e inadecuado para la limpieza de esculturas de estas características, como lo es el uso de una solución de ácido nítrico, un agresivo método que además de eliminar la suciedad, elimina cualquier material en la superficie de la escultura, incluso parte del metal.
El resultado en progreso de estas acciones fue denunciado en las redes sociales y en los medios de comunicación, destacando la intervención del historiador y cronista mexicano Guillermo Tovar de Teresa, al tiempo que los trabajos eran detenidos por el mismo INAH el 20 de septiembre de 2013.
De acuerdo con el dictamen emitido por el INAH, la intervención de septiembre de 2013 “al utilizar el ácido nítrico en concentraciones tan elevadas se eliminó de manera irreversible tanto la pátina que protegía la superficie, como una cantidad de metal de la aleación del bronce, poniendo en riesgo la integridad de la escultura”, con lo cual se perdió consecuentemente y “de manera irreversible el 50% de esa capa estable que protegía al bronce original”, por lo cual ha debido iniciarse un nuevo proceso de intervención que restituya la pátina perdida". El GDF comisionó esta vez el proyecto al Fideicomiso Centro Histórico de la Ciudad de México (FCHCDMX), bajo la supervisión y autorización del INAH, conforme establece la legislación mexicana correspondiente.
Tras el tratamiento inadecuado en 2013 el FCHCDMX realizó un estudio integral de la pieza para valorarla integralmente, lo que incluyó escaneo láser tridimensional, fotografía infrarroja y ultravioleta, estudios con georradar, ultrasonido, colorimetría y observación milimétrica de la superficie, entre otras técnicas.

### Restauración de 2016 a 2017

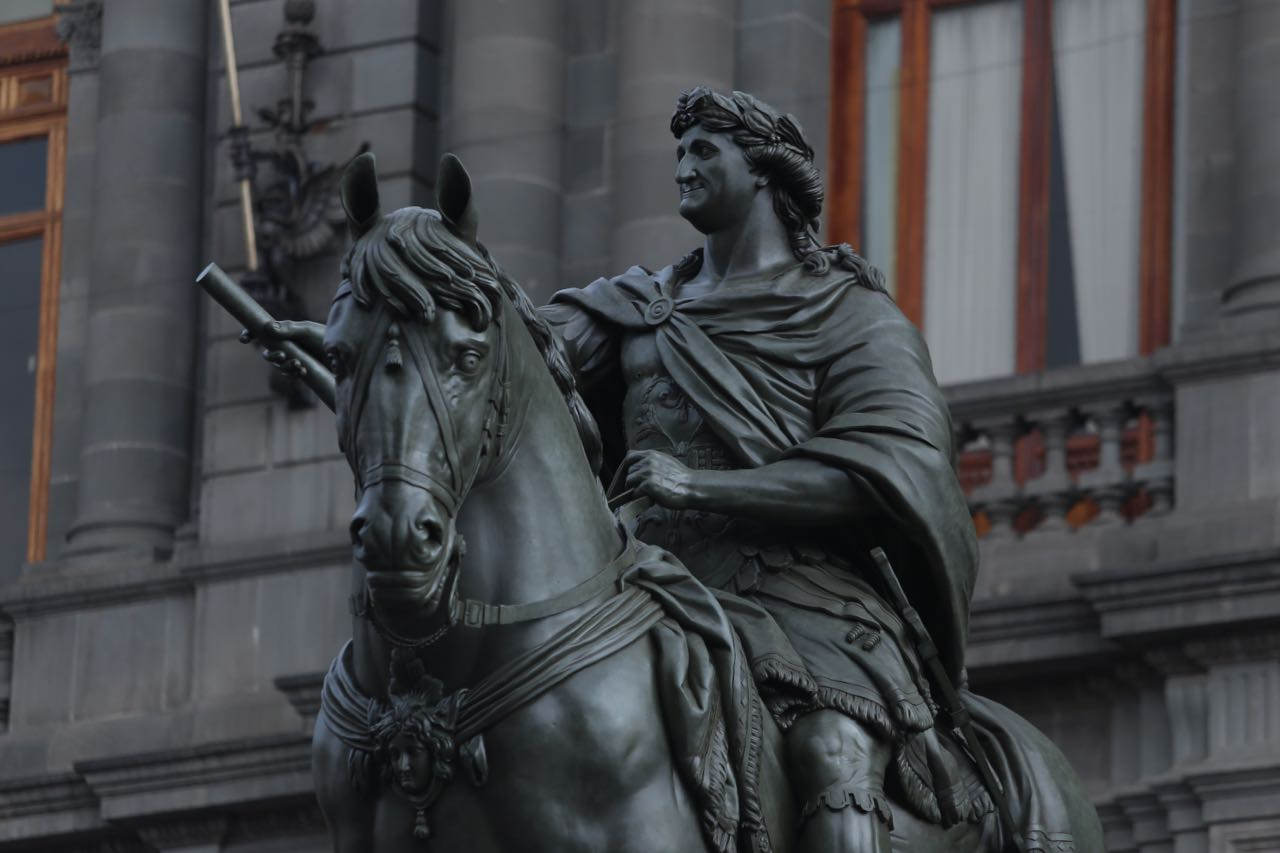
Detalle de la escultura tras la restauración de 2016 a 2017

Derivado de los daños hechos por la fallida intervención de 2013, el INAH, el Gobierno de la Ciudad de México y el FCHCDMX iniciaron a partir de mayo de 2016 un nuevo proyecto de diagnóstico y restauración. Para dicha labor se integró a un equipo de personas profesionales de la conservación-restauración, de la historia, la ciencia experimental, de la ingeniería y la antropología, encabezados por personal de la Coordinación Nacional de Conservación, Restauración y Museografía, de la Escuela Nacional de Conservación, Restauración y Museografía y la Coordinación Nacional de Monumentos Históricos, del INAH.
El INAH retomó los trabajos de investigación, incluyendo limpieza superficial, pruebas de limpieza, calas estratigráficas, análisis de las mismas, espectrometría de masas con plasma acoplado inductivamente, espectrometría infrarroja, cromatografía de gases, evaluación electroquímica y espectrometría de fluorescencia de rayos X que permitieron constituir un diganóstico y propuesta de intervención.
En este caso el concepto de pátina fue muy problemático: escultores, fundidores, químicos y restauradores suelen manejar definiciones distintas. Para unos es corrosión, para otros un acabado, para las personas profesionales de la restauración: un cambio normal de los materiales, que debe juzgarse de forma crítica sin olvidar jamás la estética. Con base en esa confusión eran imposibles los acuerdos. Profesionales de la restauración y la química se dieron a la tarea de observar la obra y documentarla, ejecutando lo que el restaurador pionero en México Jaime Cama llama "el diálogo con la obra", y lo que Clark llama "la tarea esencial de comprender aquello que se va a conservar". Así, en el primer día en contacto con la obra, se encontró que en la zona no afectada en 2013, bajo la mugre y capas de cera y asfalto que le dieron la coloración negra, había una capa pictórica verde, de origen. Así se hicieron 85 calas estratigráficas, y se tomaron más de 60 muestras para el análisis de sus estratos mediante cortes transversales, que corrieron a cargo del químico especializado Javier Vázquez.
La restauración confirmó que caballo y jinete se lograron juntos en una sola colada, y que no había elementos que se había dicho –de forma incorrecta– eran secciones de un armado, pues en realidad sólo hay correcciones de defectos de fundición, por lo demás entendibles y menores a los acontecidos en otras esculturas de similares características, como el Pedro El Grande de San Petersburgo. La evidencia describe el enorme reto técnico enfrentado y superado por Tolsá y su equipo.

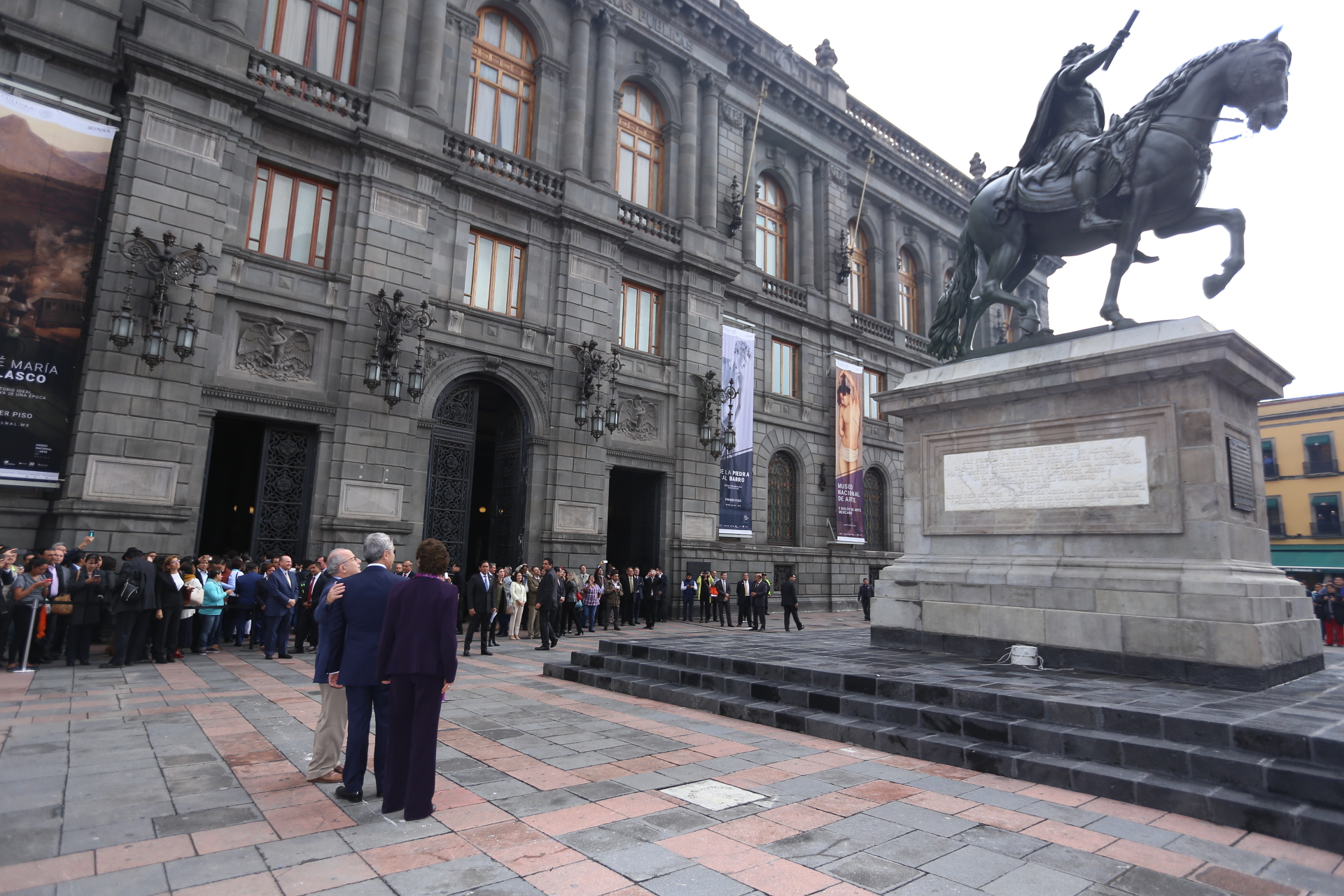
La estatua en la ceremonia oficial de inauguración, 28 de junio de 2017.

Fue claro que la corrosión colorida –que varios entienden como pátina– no es el único material importante y que debe preservarse en la superficie de la escultura, por eso se prefirió el término "capa de superficie", que no involucra un juicio previo, permitiendo discernir la importancia y necesidad de conservar sus constituyentes a partir de su aporte a la apreciación de la obra, protección ante la corrosión, y la información estética, histórica y tecnológica que proveen.
La exposición ambiental, intervenciones anteriores y los resultados del trabajo de Javier Marina en 2013 dañaron su superficie y provocaron la pérdida irreversible de información histórica y tecnológica. La alteración y el deterioro incluyeron el pedestal debido al escurrimiento del ácido nítrico que fue ocupado en 2013, que disolvió parte de la piedra y la manchó con cobre disuelto. Al momento de iniciar las obras, la escultura había perdido el 45% de su capa de superficie original, tenía una superficie inestable, una capa de polvo y hollín y escurrimientos por lluvia, así como productos de corrosión solubles. El pedestal tenía diversas pintas, desprendimientos, pérdida de elementos y manchas por humedad. Tras un meticuloso análisis material y sociológico, y discusiones entre expertos nacionales e internacionales, se acordó la eliminación de la cera y el asfalto, que además de tener problemas de adherencia, tenían una importancia estética, histórica y tecnológica muy inferior a la de la capa pictórica verde, pues eran producto de mantenimientos hechos durante el siglo XX; no respondían a una intención plástica, ni a un evento histórico.
Durante casi seis meses se limpiaron los 46.5m² de superficie y en el área no dañada en 2013 (25.5m² aprox.) y se recuperaron alrededor de 13m² de capa pictórica verde en diferente estado de conservación. Con la superficie de la escultura limpia y estabilizada fue necesario resolver su imagen. Las propuestas de hacer una patinación artificial no fueron consideradas pues aunque este proceso habría sido aceptado por muchos –pues es lo que conocen y lo común en la escultura monumental contemporánea–, habría terminado de destruir los más de 13m² de evidencias físicas del acabado pictórico de Tolsá, así que se analizó una variedad de opciones y se decidió que lo más adecuado era diseñar y aplicar un sistema de recubrimientos artificiales, que requirió del trabajo de personas profesionales de la restauración, de la química, la ingeniería química, que realizaron investigación, experimentación, análisis, y participaron de múltiples discusiones y acuerdos.
Durante los trabajos de restauración se encontró la cápsula del tiempo que fue depositada en los años 70 cuando la escultura fue trasladada a su actual emplazamiento. En todo ese tiempo la escultura permaneció cubierta por andamios.
La escultura fue puesta a la vista del público nuevamente el 28 de junio de 2017 en una ceremonia oficial.

## Galería de imágenes

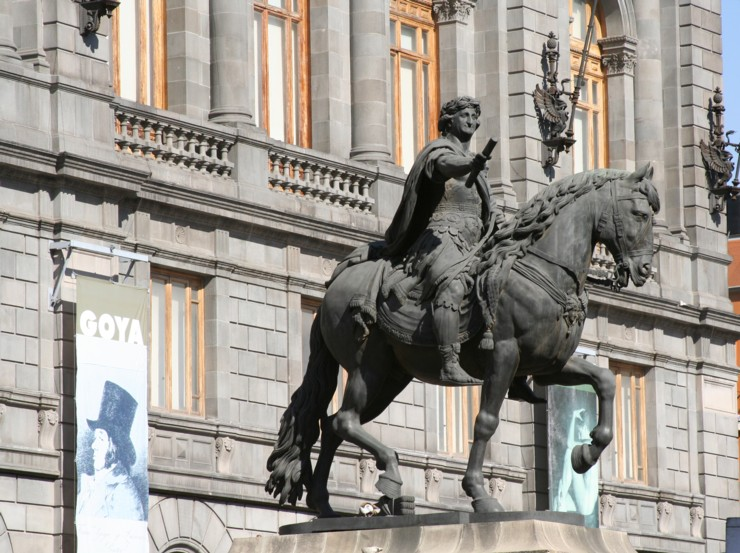
El monumento visto hacia el oriente de la calle Tacuba.
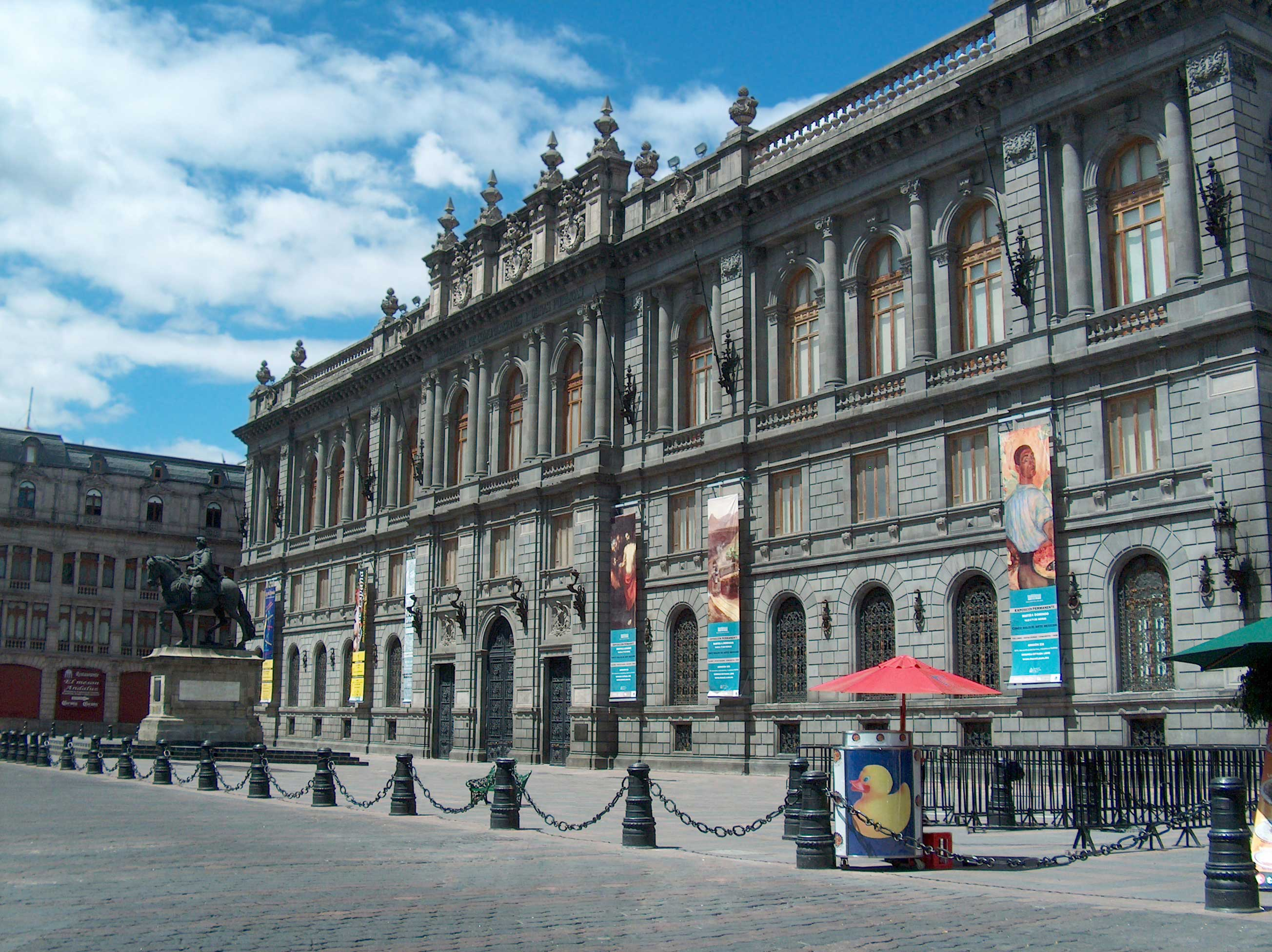
Museo Nacional de Arte, MUNAL.
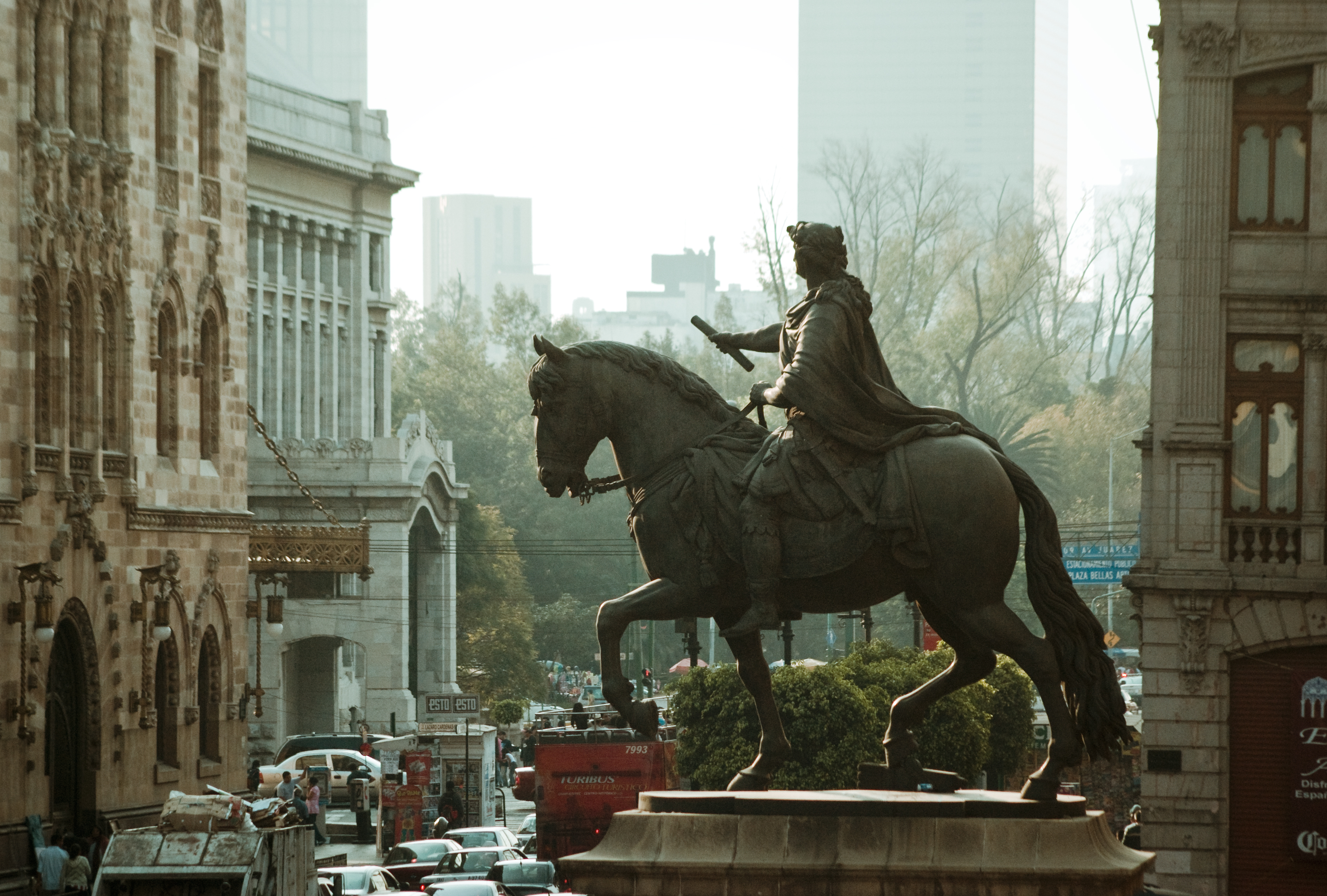
El Caballito, visto hacia el poniente de la calle Tacuba.
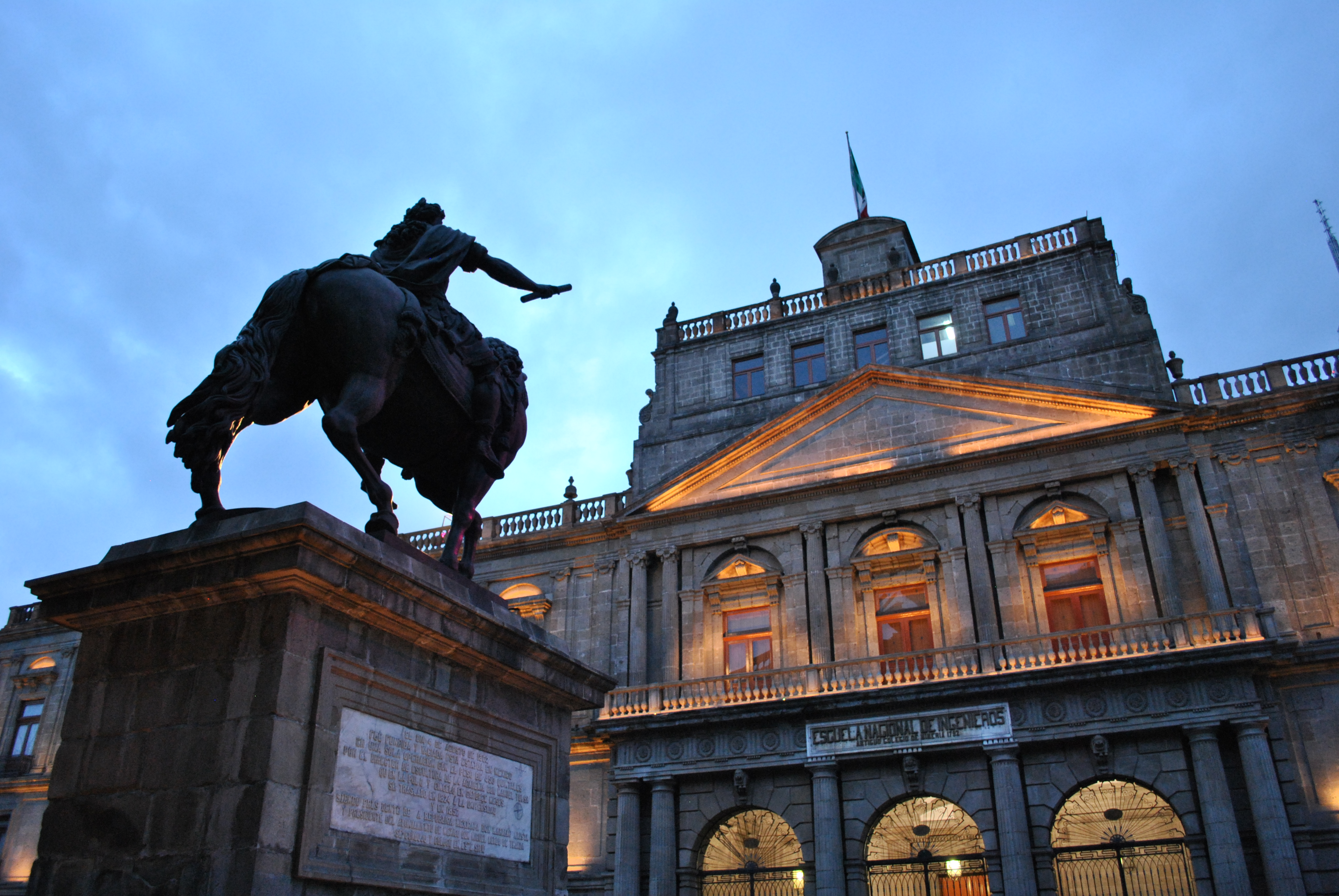
Vista en el atardecer.
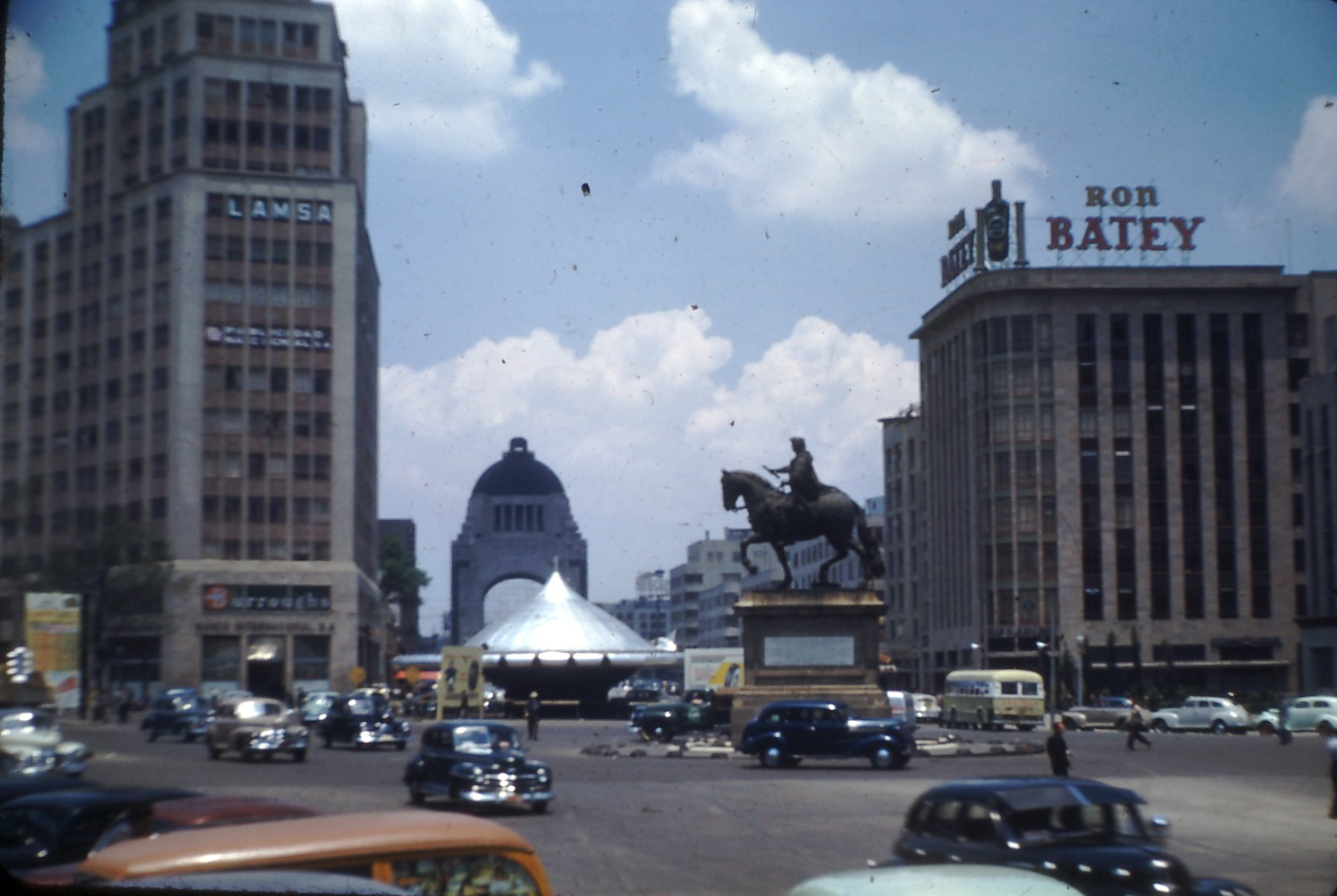
La escultura en 1948, en Paseo de la Reforma y Avenida Bucareli.